# Lijst van beelden in Beesel
Dit is een (onvolledige) chronologische lijst van beelden in Beesel. Onder een beeld wordt hier verstaan elk driedimensionaal kunstwerk in de openbare ruimte van de Nederlandse gemeente Beesel, waarbij beeld wordt gebruikt als verzamelbegrip voor sculpturen, standbeelden, installaties, gedenktekens en overige beeldhouwwerken.
| Geplaatst | Omschrijving                                           | Kunstenaar              | Straat                               | Plaats | Materiaal | Afbeelding |
| --------- | ------------------------------------------------------ | ----------------------- | ------------------------------------ | ------ | --------- | ---------- |
| 1925      | Heilig Hartbeeld                                       | August Falise           | Pastoor Vranckenlaan                 | Reuver |           |            |
| 1925      | Gevelsteen Sint-Gertrudiskerk                          |                         | Kerkstraat                           | Beesel |           |            |
| 1943      | Ons Lieve Vrouwke van Beesel                           | Edmund Wessling         | Mariaplein                           | Beesel | keramiek  |            |
| 1949      | Heilig Hartbeeld                                       | Leo Jungblut            | Kerkstraat                           | Beesel |           |            |
| 1955      | Vuur, water, hout                                      | Piet Schoenmakers       | Sint Jorisstraat, Atelier St. Joris  | Beesel | keramiek  |            |
|           | (reliëf)                                               |                         | Sint Jorisstraat, Atelier St. Joris  | Beesel | keramiek  |            |
| 1963      | Kinderspelen                                           | Joep Thissen            | Kerkplein                            | Beesel | keramiek  |            |
| 1965      | Tiener met boekentas                                   | Jac Schrage             | Parklaan (tijdelijk opgeslagen)      | Reuver |           |            |
| 1975      | Lezend meisje                                          | Piet Schoenmakers       | Kerkstraat, Basisschool 't Spick     | Beesel | aardewerk |            |
| 1977      | Drakenmonument                                         | Herm Driessen           | Markt                                | Beesel | keramiek  |            |
| 1978      | Sint Barbara                                           | Nicolas van Ronkenstein | Parklaan-Den Roover-Oude Baan        | Reuver |           |            |
| 1979      | Balspel (muurreliëf)                                   | Piet Schoenmakers       | Bosdaellaan 1 (sporthal)             | Reuver |           |            |
| 1982      | Dokter H. Crasborn (reliëf)                            | Frans Peeters           | Kerkpad                              | Beesel |           |            |
| 1982      | De kleisteker                                          | Nicolas van Ronkenstein | Keulseweg-Markt                      | Reuver |           |            |
| 1985      | De Windjse Windjbuujel                                 | Nicolas van Ronkenstein | Markt                                | Reuver |           |            |
|           | Wapensteen Thijssen                                    |                         | Kerkstraat1                          | Beesel | keramiek  |            |
| 1985      | Eenheid                                                | Ton Simons              | Kerkstraat                           | Beesel |           |            |
| 1994      | Overstroming                                           | Ton Simons              | Zandkuilweg / Ouddorp                | Beesel |           |            |
| 1995      | Ontmoeting                                             | Huub Mintjens           | Hazenkamp-Sportlaan                  | Reuver |           |            |
|           | Sint Lucia                                             |                         | Mariaplein                           | Beesel |           |            |
| 2001      | Bijbelse taferelen (1956)                              | Piet Schoenmakers       | Kerkplein                            | Beesel | keramiek  |            |
| 2005      | Spelende kinderen                                      | Nicolas van Ronkenstein | Pastoor Gerrishof                    | Beesel |           |            |
| 2005      | Sint Jozef (1965)                                      | Piet Schoenmakers       | Bovenste Stolbergweg                 | Beesel | keramaiek |            |
| 2007      | Lezende Draak (1971)                                   | Piet Schoenmakers       | Drakebôch                            | Beesel |           |            |
| 2008      | Maria Hemelkoningin en Heilig Hart Goede Herder (1953) | Leo Jungblut            | Sjpiershof                           | Beesel | keramiek  |            |
| 2009      | Draak                                                  | Rik van Rijswick        | Rotonde A73 Rijksweg Bussereindseweg | Beesel |           |            |
| 2010      | Vogels (1973)                                          | Piet Schoenmakers       | Mariaplein                           | Beesel | keramiek  |            |
| 2011      | Bibliotheekgebruikers (1977)                           | Joep Thissen            | Mariaplein                           | Beesel | keramiek  |            |
| 2014      | Tafereeltjes (1980)                                    | Piet Schoenmakers       | Drakebôch                            | Beesel | keramiek  |            |
| 2014      | Strijdende ridders (1973)                              | Tom Franssen            | Sint Antoniusstraat                  | Beesel | keramiek  |            |
| 2016      | Drakesjtert                                            | Leonne van Deuzen       | Markt                                | Beesel |           |            |
| 2024      | Kruis en ploeg (1960)                                  | Jules Rummens           | Markt                                | Beesel |           |            |